# Гњилица
Гњилица је насеље у Србији у општини Рашка у Рашком округу. Према попису из 2022. било је 107 становника.

## Демографија
У насељу Гњилица живи 204 пунолетна становника, а просечна старост становништва износи 52,4 година (51,0 код мушкараца и 53,9 код жена). У насељу има 95 домаћинстава, а просечан број чланова по домаћинству је 2,35.
Ово насеље је великим делом насељено Србима (према попису из 2002. године), а у последња три пописа, примећен је пад у броју становника.
|  |

| Демографија | Демографија | Демографија |
| Година      | Становника  | Становника  |
| ----------- | ----------- | ----------- |
| 1948.       | 553         |             |
| 1953.       | 608         |             |
| 1961.       | 634         |             |
| 1971.       | 548         |             |
| 1981.       | 339         |             |
| 1991.       | 260         | 259         |
| 2002.       | 228         | 229         |

| Етнички састав према попису из 2002.‍ | Етнички састав према попису из 2002.‍ | Етнички састав према попису из 2002.‍ | Етнички састав према попису из 2002.‍ | Етнички састав према попису из 2002.‍ |
| ------------------------------------ | ------------------------------------ | ------------------------------------ | ------------------------------------ | ------------------------------------ |
|                                      |                                      |                                      |                                      |                                      |
| Срби                                 | Срби                                 |                                      | 227                                  | 99,56%                               |
| непознато                            | непознато                            |                                      | 1                                    | 0,43%                                |

| Година пописа     | 1948. | 1953. | 1961. | 1971. | 1981. | 1991. | 2002. |
| ----------------- | ----- | ----- | ----- | ----- | ----- | ----- | ----- |
| Број домаћинстава | 80    | 88    | 105   | 123   | 108   | 101   | 95    |

| Број чланова      | 1  | 2  | 3  | 4 | 5 | 6 | 7 | 8 | 9 | 10 и више | Просек |
| ----------------- | -- | -- | -- | - | - | - | - | - | - | --------- | ------ |
| Број домаћинстава | 26 | 45 | 11 | 5 | 1 | 3 | 3 | 0 | 0 | 1         | 2,35   |

| Пол    | Укупно | Неожењен/Неудата | Ожењен/Удата | Удовац/Удовица | Разведен/Разведена | Непознато |
| ------ | ------ | ---------------- | ------------ | -------------- | ------------------ | --------- |
| Мушки  | 108    | 27               | 67           | 12             | 2                  | 0         |
| Женски | 103    | 14               | 66           | 21             | 2                  | 0         |
| УКУПНО | 211    | 41               | 133          | 33             | 4                  | 0         |

| Пол    | Укупно                    | Пољопривреда, лов и шумарство | Рибарство                            | Вађење руде и камена | Прерађивачка индустрија       |
| ------ | ------------------------- | ----------------------------- | ------------------------------------ | -------------------- | ----------------------------- |
| Мушки  | 33                        | 7                             | 0                                    | 5                    | 7                             |
| Женски | 17                        | 2                             | 0                                    | 0                    | 6                             |
| УКУПНО | 50                        | 9                             | 0                                    | 5                    | 13                            |
| Пол    | Производња и снабдевање   | Грађевинарство                | Трговина                             | Хотели и ресторани   | Саобраћај, складиштење и везе |
| Мушки  | 1                         | 4                             | 0                                    | 3                    | 2                             |
| Женски | 0                         | 0                             | 1                                    | 0                    | 0                             |
| УКУПНО | 1                         | 4                             | 1                                    | 3                    | 2                             |
| Пол    | Финансијско посредовање   | Некретнине                    | Државна управа и одбрана             | Образовање           | Здравствени и социјални рад   |
| Мушки  | 0                         | 0                             | 2                                    | 0                    | 0                             |
| Женски | 0                         | 2                             | 0                                    | 1                    | 0                             |
| УКУПНО | 0                         | 2                             | 2                                    | 1                    | 0                             |
| Пол    | Остале услужне активности | Приватна домаћинства          | Екстериторијалне организације и тела | Непознато            | Непознато                     |
| Мушки  | 2                         | 0                             | 0                                    | 0                    | 0                             |
| Женски | 5                         | 0                             | 0                                    | 0                    | 0                             |
| УКУПНО | 7                         | 0                             | 0                                    | 0                    | 0                             |

## Галерија
- Општина Рашка - Гњилица
- Општина Рашка - Гњилица